# Château du Bas Mont
Le Château du Bas Mont est un château français situé à Moulay, dans le département de la Mayenne et la région des Pays de la Loire. Il est situé dans le triangle formé par la Mayenne dont elle domine la vallée, l'Aron et l'ancienne route de Paris. On distinguait autrefois, la Cour-du-Mont, le Haut et le Bas-Mont.

## Désignation
- Terra que dicitur de Montibus, XIe siècle (Cartulaire de l'Abbaye de Marmoutier).
- Inter Gardam et Bassum Montem, 1251 (Cartulaire de l'Abbaye de Savigny).
- Chapelle et château (Hubert Jaillot).
- Carte de Cassini.

## Histoire
Le prieuré de Saint-Martin de Mayenne possédait au XIe siècle une terre, dite des Monts entre la Mayenne, l'Aron et la Haie de Commer. Le château et la chapelle ont été construits par Germain Ricœur dont les armoiries décorent la façade de l'un et les fenêtres de l'autre. Une source qui jaillit au dessus de l'habitation dans un pli de terrain était utilisée pour les divers usages. 

## Chapelle
La chapelle fut construite par Germain Ricœur et dédiée à Saint-Germain. Le 17 mars 1712, jour de la bénédiction, une grand'messe fut chantée en l'honneur de la Sainte-Vierge en présence d'un nombreux clergé. La conservation de la chapelle est reconnue utile en 1804. 

## Sources et bibliographie
- « Château du Bas Mont », dans Alphonse-Victor Angot et Ferdinand Gaugain, Dictionnaire historique, topographique et biographique de la Mayenne, Laval, A. Goupil, 1900-1910 [détail des éditions] (BNF 34106789, présentation en ligne)